# Autostadt
Koordinaten: 52° 25′ 52″ N, 10° 47′ 31″ O

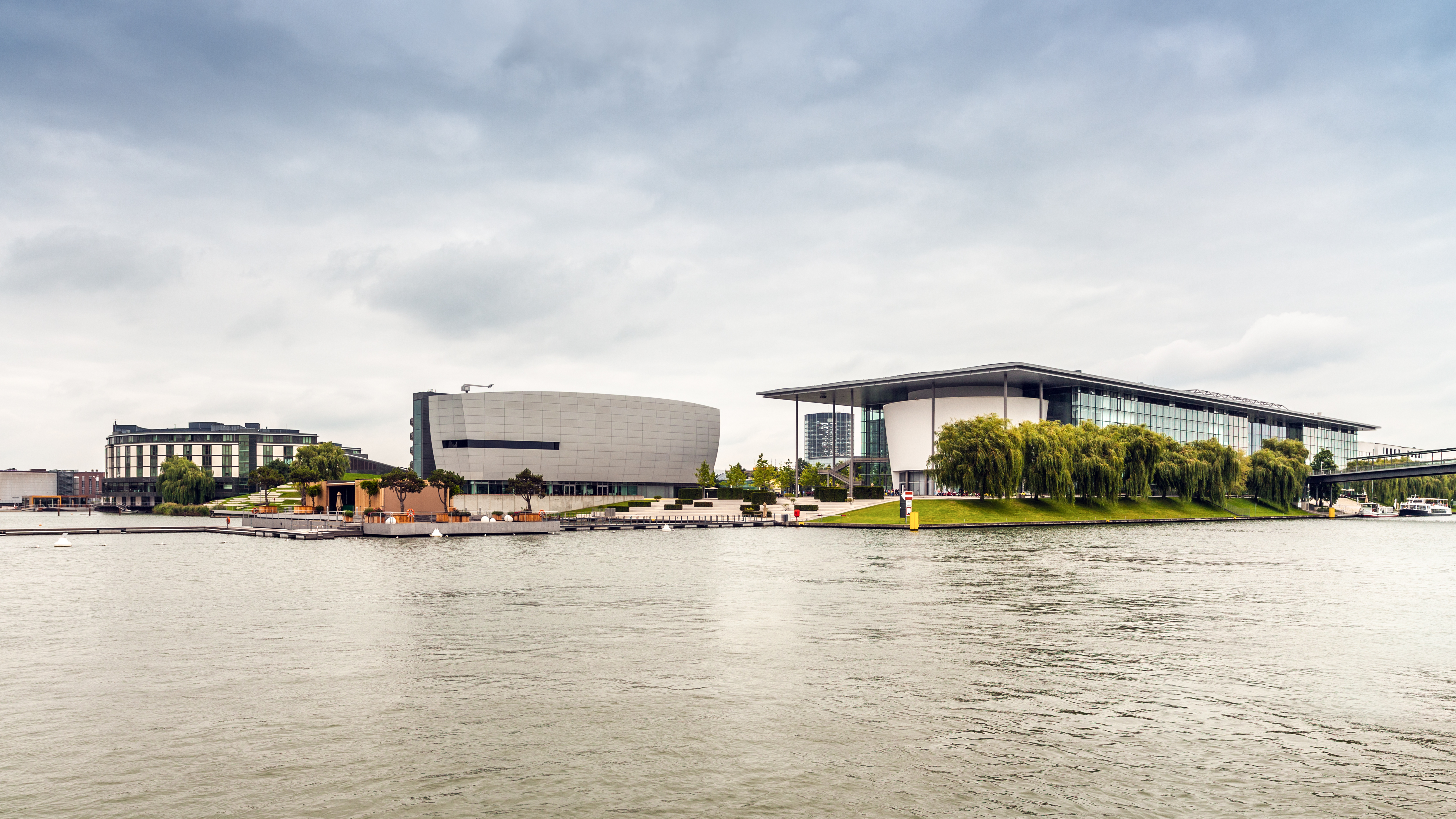
Autostadt vom Mittellandkanal aus gesehen

Die Autostadt ist ein Auslieferungszentrum für Neuwagen, ein Museum und ein Freizeitpark der Volkswagen AG in Wolfsburg in unmittelbarer Nähe des Volkswagenwerks. Sie wird von der Autostadt GmbH betrieben.

## Lage und Zweck
Die Autostadt liegt direkt am Mittellandkanal zwischen der Wolfsburger Innenstadt und dem Volkswagenwerk. Die Gebäude und das 28 Hektar große Freigelände präsentieren zeitgenössische Architektur und Landschaftsarchitektur. Flächenmäßig gehört die Autostadt zu den größeren deutschen Freizeitparks. Der Zutritt ist kostenpflichtig, ab 18 Uhr, wenn die Pavillons schließen, ist der Eintritt kostenlos (außerhalb der Eventzeiten).
Die Autostadt dient als Brandland dem Volkswagen-Konzern als Kommunikationsplattform zwischen Unternehmen, in diesem Fall den einzelnen Konzernmarken, und bereits bestehenden und zukünftigen Kunden. Sie kann als Mixed-Use-Center bezeichnet werden. Neben Exponaten aus der historischen und aktuellen Modellpalette des Konzerns werden zahlreiche Erlebnisangebote offeriert.
Auf dem Gelände befindet sich das Luxushotel The Ritz-Carlton Wolfsburg. Die Innenausstattung stammt von der französischen Innenarchitektin Andrée Putman. Im Jahr 2014 hat das Fünf-Sterne-Superior-Hotel ein neues Interiordesign erhalten.
Neben den Markenpavillons gibt es auf dem Gelände Kunstinstallationen wie den 15 Meter langen Dufttunnel des dänischen Künstlers Olafur Eliasson mit 2160 Blumentöpfen.

## Geschichte
Ab spätestens 1995 plante Ferdinand Piëch, damals Vorstandsvorsitzender der Volkswagen AG, den Besuchern des Volkswagenwerkes und den Abholern von Neuwagen das Unternehmen Volkswagen zeitgemäßer zu präsentieren und auch die anderen Marken des Volkswagen-Konzerns mit einzubeziehen. Bereits während seiner Zeit als
Vorstandsvorsitzender der Audi AG ließ Piëch in Ingolstadt ein neues Kundenzentrum errichten, das 1992 eröffnet wurde.
Am 26. September 1996 beschloss der Aufsichtsrat der Volkswagen AG den Bau der Autostadt. Im Mai 1998 erfolgte der erste Spatenstich für die Autostadt, und noch im selben Jahr folgte die Grundsteinlegung. Für ihren Bau wurden 1997 die auf dem Baugelände vorhandenen Gebäude des Volkswagenwerkes und das Kohle- und Öllager des Kraftwerks größtenteils abgetragen, ein Bürogebäude wurde als ServiceHaus in die Autostadt integriert.
Am 31. Mai 2000 war die Eröffnung der Autostadt als dezentrales Projekt der Expo 2000 in Hannover im Beisein von Bundeskanzler Gerhard Schröder, dem niedersächsischen Ministerpräsidenten Sigmar Gabriel und dem Vorstandsvorsitzenden der Volkswagen AG, Ferdinand Piëch. Seit dem 1. Juni 2000 ist die Autostadt für die Öffentlichkeit zugänglich.
Die Gesamtplanung lag beim Büro HENN Architekten Ingenieure, die Kosten beliefen sich auf rund 430 Millionen Euro. Der Landschaftsarchitekt Hinnerk Wehberg, damals Professor am Institut für Städtebau und Landschaftsplanung an der TU Braunschweig, entwarf die Außenanlagen.
Bereits im November 2000 konnte die Autostadt den ein-millionsten Besucher begrüßen. Seit 2001 ist die Autostadt ein Ausbildungsbetrieb, seit 2003 auch ein Außerschulischer Lernort. Im Februar 2005 besuchte der 10-millionste Gast die Autostadt.
Seit der Eröffnung kamen nach Angaben der Betreibergesellschaft bislang mehr als 42 Millionen Besucher aus aller Welt (Stand September 2020); viele davon verbinden den Besuch mit der Abholung ihres Neuwagens. Die Autostadt hat bis auf Heiligabend und Silvester ganzjährig geöffnet. Im Jahr 2015 besuchten 2,42 Millionen Personen die Autostadt.

## Konzernforum
Im Konzernforum ist die Geschichte der Automobilität dargestellt: mit Inszenierungen wie dem AUTOWERK, einem Portal zur Produktion und dem Design Display. Im Juni 2009 wurde die von der Berliner ART+COM gestaltete Installation Level Green eröffnet, die sich auf rund 1000 m² mit dem Thema Nachhaltigkeit auseinandersetzt.

## Markenpavillons

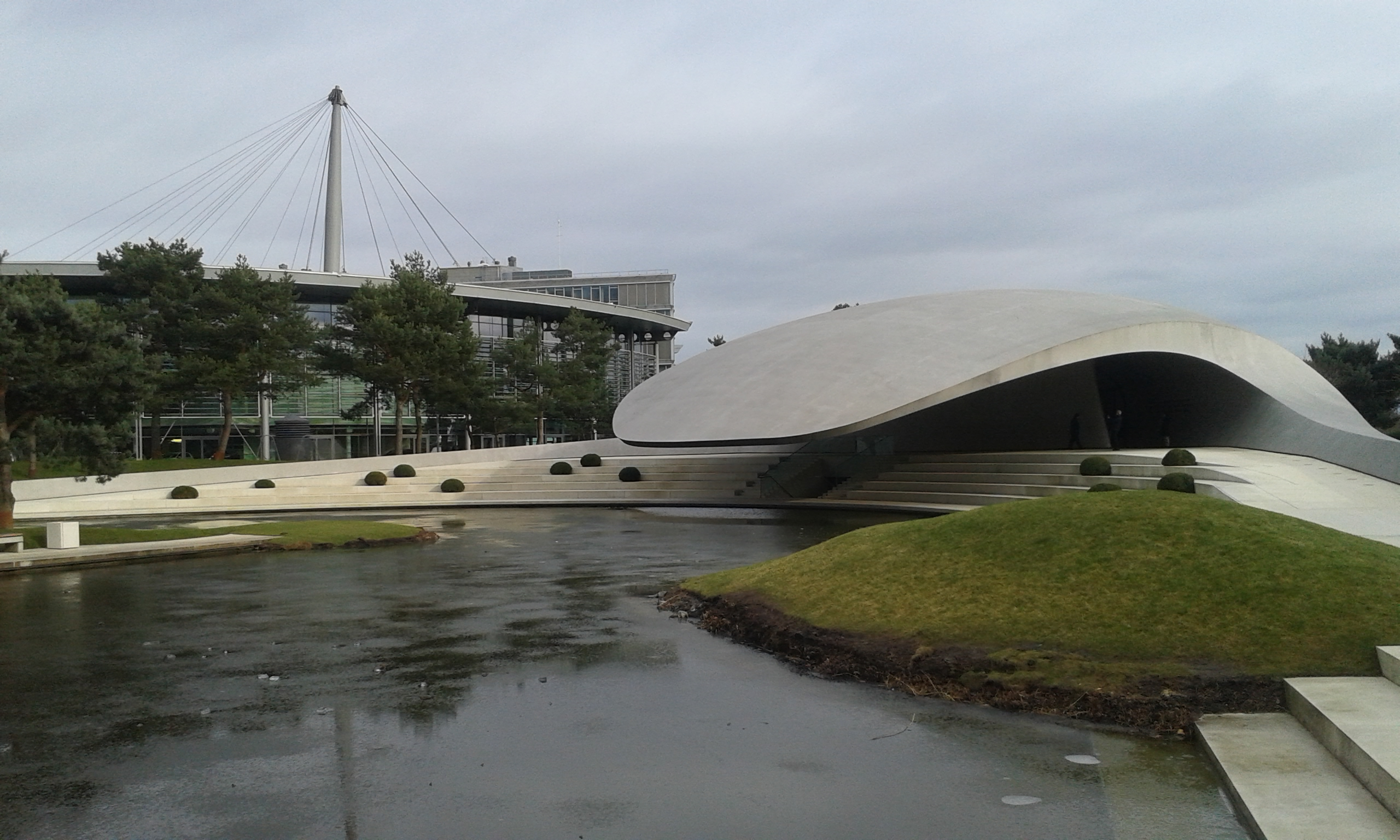
Porsche-Pavillon in der Autostadt

Die Ausstellung umfasste im Jahr 2016 acht Markenpavillons für die zum Konzern gehörenden Marken Audi, Lamborghini, Seat, Škoda, Porsche, Volkswagen und Volkswagen Nutzfahrzeuge. Die Marke Bugatti ist seit dem 31. Oktober 2008 im Pavillon Premium Clubhouse, zuvor Pavillon von Bentley, vertreten. Im Juni 2012 eröffnete der Porsche Pavillon als erster Neubau seit Bestehen der Autostadt.

## Zeithaus

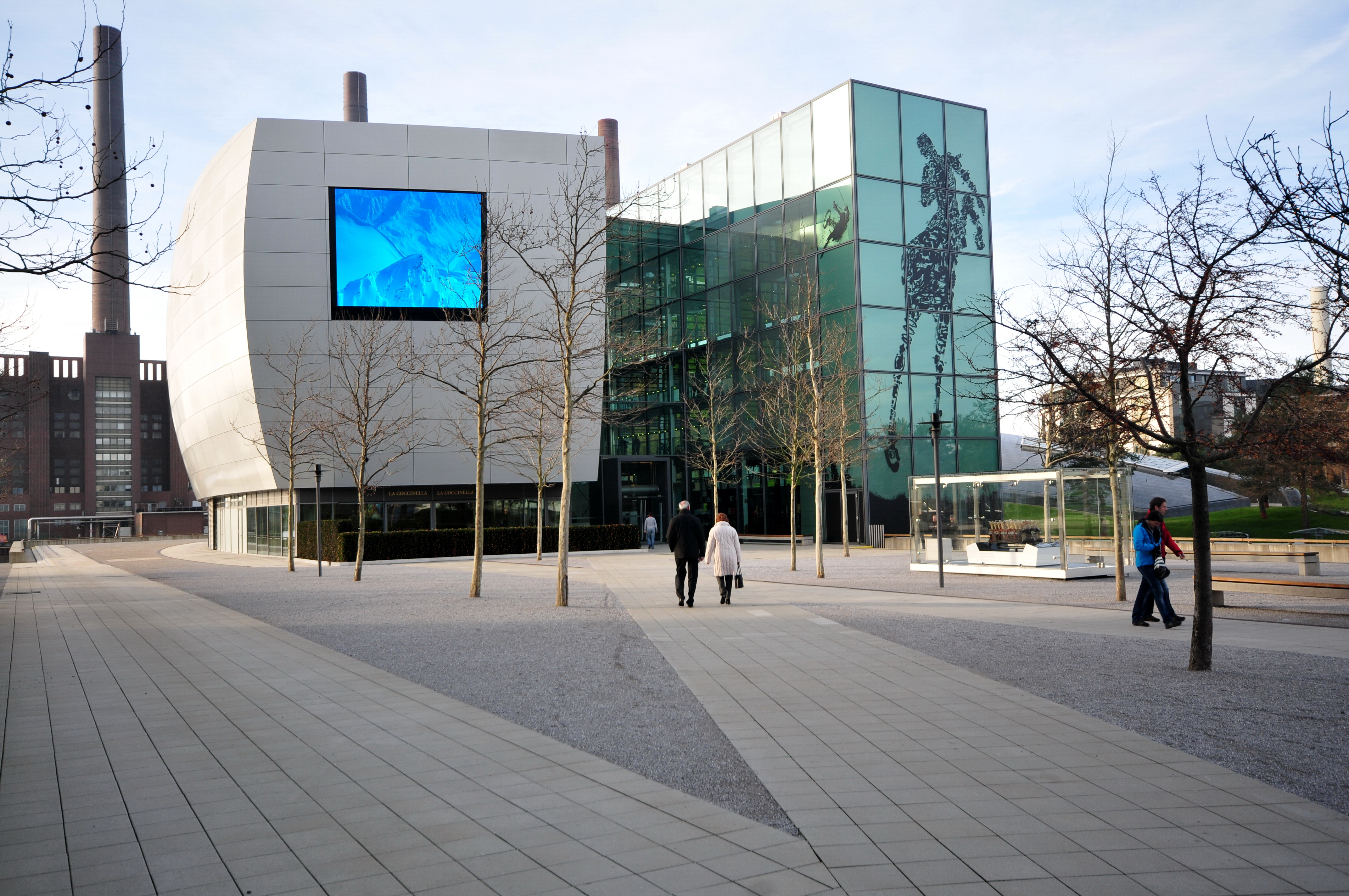
Das ZeitHaus

Das Zeithaus (Eigenschreibweise: ZeitHaus) befasst sich mit der über 130-jährigen Geschichte der Automobilität und zeigt klassische Automobile von den Anfängen gegen Ende des 19. Jahrhunderts bis heute. Unter den ausgestellten Automobilen befindet sich auch der Borgward Hansa, das erste neu entwickelte Auto in Deutschland nach dem Zweiten Weltkrieg. Des Weiteren sind unter anderem ein Nachbau des Benz Patent-Motorwagen Nummer 1 von 1886 und der extrem seltene Bugatti Atlantic, von dem weltweit nur zwei Exemplare existieren, als Nachbildung ausgestellt. Insgesamt werden 250 „Meilensteine der Automobilität“ von über 60 Marken gezeigt.

## Kundencenter
Neuwagenkäufer der Marken Volkswagen und seit April 2010 auch Seat können ihr Fahrzeug im Kundencenter (Eigenschreibweise: KundenCenter) abholen. Es ist das weltweit größte automobile Auslieferungszentrum. In den beiden weithin sichtbaren gläsernen Autotürmen werden regelmäßig pro Turm rund 400 Neuwagen in 20 Stockwerken zur Auslieferung innerhalb der folgenden Tage bereitgestellt. Die Autotürme sind 48 Meter hoch; sie werden nachts beleuchtet. Sobald ein Auto vom Kunden abgeholt wird, wird es vollautomatisch in das Kundencenter befördert. Seit 2007 ist es Besuchern zudem möglich, einen Turm von innen zu besichtigen. Die Auffahrt in die 20. Etage des Turmes ist kostenpflichtig. 2018 wurden in der Autostadt erstmals Reisebusse der Marken Büssing und MAN ausgeliefert.

## Gastronomie
In der Autostadt gibt es dreizehn verschiedene Restaurants, von denen zehn vom Unternehmen Mövenpick betrieben werden. Sie bieten internationale und italienische Küche sowie vegetarische oder vegane Speisen aus regionalen Zutaten. Unter den Restaurants sind Selbstbedienungs- und Familienrestaurants sowie eine Gastronomie im Stil eines Wiener Kaffeehauses. Der größte gastronomische Betrieb verfügt über 1400 Plätze. In einer Brotmanufaktur werden Brot- und Backwaren in Bio-Qualität angeboten.
Weitere Gastronomie mit der Möglichkeit, die Herstellung von Lebensmitteln genauer zu verfolgen, sind eine Eismanufaktur und eine Pastamanufaktur. Auf der im Hafenbecken schwimmenden Insel Cool Summer Island werden im Sommer Cocktails und Snacks angeboten. 2020 wurde im ZeitHaus ein Café mit eigener Rösterei eröffnet, das von Auszubildenden betrieben wird.

## Veranstaltungen

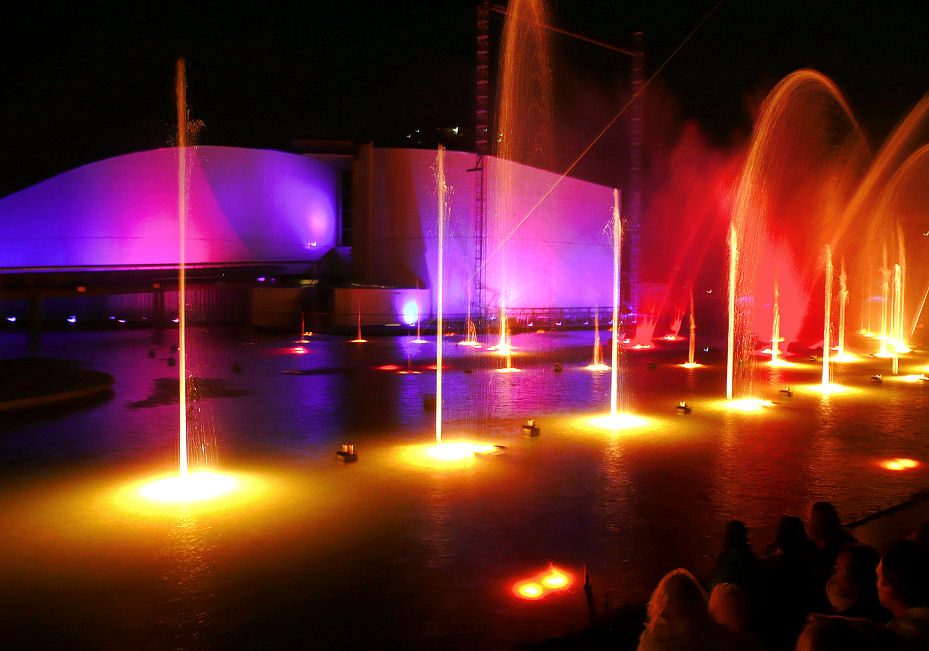
Wasserfontänenshow 2009 (Magic Moments)

In der Autostadt finden regelmäßig Veranstaltungen und Shows statt. Im Winter werden z. B. die Attraktionen Wintermarkt und Kaminhaus angeboten. In dieser Jahreszeit wird eine 6000 Quadratmeter große Eislaufbahn aufgebaut, die vor allem abends stark besucht wird. Oft werden Eiskunstshows aufgeführt; 2006 war das Thema ein russisches Märchen, 2007 ein Märchen der Brüder Grimm. Im Winter 2008 wurde auf der Eisfläche die Eistanzrevue Der Zauberer von Oz aufgeführt.
Seit 2003 finden in der Autostadt jährlich die Movimentos Festwochen als Festival für zeitgenössischen Tanz und Kultur statt. Dabei treten internationale Tanzkompanien im Kraftwerk, dem ehemaligen Heizkraftwerk Süd des Volkswagenwerks, auf. Einer der Höhepunkte der Veranstaltung im Mai 2009 war die Verleihung des Internationalen Movimentos Tanzpreises, der von der Autostadt gemeinsam mit dem ZDF und ARTE zum zweiten Mal verliehen wurde. Zum mehrwöchigen Programm gehören außerdem Konzerte, Lesungen, Matineen und Soireen. Mit den 17. Movimentos Festwochen wurde 2019 die dreistöckige Veranstaltungshalle Hafen 1 am Hafenbecken eingeweiht. Sie ist zukünftig Hauptaustragungsort von Movimentos.
Zu den bekanntesten Künstlern, die bisher in der Autostadt auftraten, gehören Gloria Gaynor, Nena, Rammstein und Sting. Auf dem Autostadt Sommerfestival 2019 traten neben deutschen Künstlern wie Andreas Bourani oder Revolverheld auch internationale Musiker wie der Schauspieler Kiefer Sutherland auf.

### Wasserfontänenshow
Eine weitere Veranstaltung ist das Sommerevent, in der Vergangenheit beispielsweise mehrfach mit der weltweit größten mobilen Wasserfontänenshow mit bis zu 70 Meter hohen Fontänen, die im Sommer etwa vier Wochen lang dreimal täglich aufgeführt wurde. Die Wassershows beinhalten neben den Wasserfontänen auch Laser- und Feuereffekte, die zur Inszenierung von Musik und Video eingesetzt werden. Unter dem Titel Magic Waters liefen im Sommer 2007 Choreografien zu den Musikstilen Klassik, Swing, Rock und Filmmusik. Aufgrund des Erfolges wurde im Sommer 2008 eine neue Wassershow unter der Bezeichnung Magic Oceans inszeniert. Thematisiert wurden die drei Ozeane Atlantik, Pazifik und Indischer Ozean sowie das Mittelmeer. 2009 fand die Show eine Fortsetzung unter dem Titel Magic Moments. Im Sommer 2016 ersetzte die Autostadt die Wasserfontänenshow durch Zirkus und Akrobatik. Damit sollten die Kosten um 21 Prozent verringert werden. Das Finanzielle habe allerdings erst an zweiter Stelle gestanden, hieß es seitens der Geschäftsführung der Autostadt. Vorrangig sei gewesen, „den Menschen ein Gefühl der Freude und des Miteinanders zu geben.“

### Cirque Nouveau
Seit 2016 findet jährlich im Sommer unter der Bezeichnung Cirque Nouveau als Nachfolger der Wasserfontänenshow ein sechswöchiges Festival mit über 300 Veranstaltungen statt. Hierfür werden eine große Hafenbühne und eine Gartenbühne aufgebaut. Im Jahr 2018 besuchten 335.000 Gäste das Sommerfestival.

## Rezeption und Protest
Im 2009 erschienenen Politthriller The International von Tom Tykwer ist die Autostadt als die Zentrale einer kriminellen Luxemburger Großbank zu sehen. Dafür wurden wesentliche Innen- und Außenaufnahmen in der Autostadt gedreht. Im Film ist das gesamte Gelände mit den Autotürmen, dem Hotel, das Forum sowie der markante darin befindliche Globus zu sehen.
Im Oktober 2022 demonstrierte die Gruppe Scientist Rebellion in der Autostadt. Die „rebellierenden Forschenden“ vergossen Kunstblut mit dem Ziel, auf die Folgen der globalen Erwärmung hinzuweisen. Einige Teilnehmer klebten sich mit Sekundenkleber im Porsche-Pavillon am Boden fest. Die teilnehmenden Wissenschaftler sahen sich von Politik und Wirtschaft nicht genügend beachtet. Der aktivistische Ansatz der Protestform rief teils heftige Kritik hervor.

## Bildergalerie

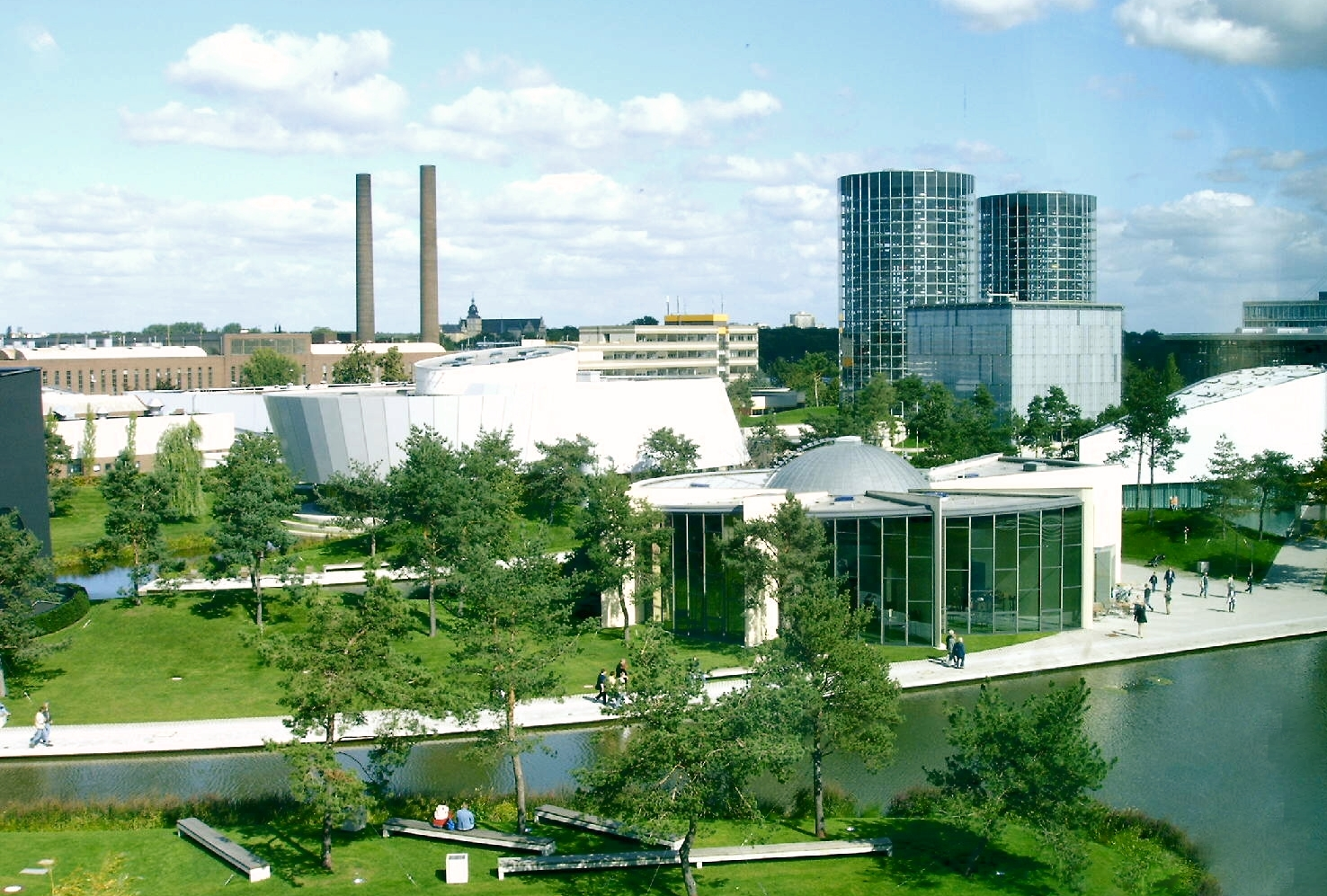
Gelände der Autostadt
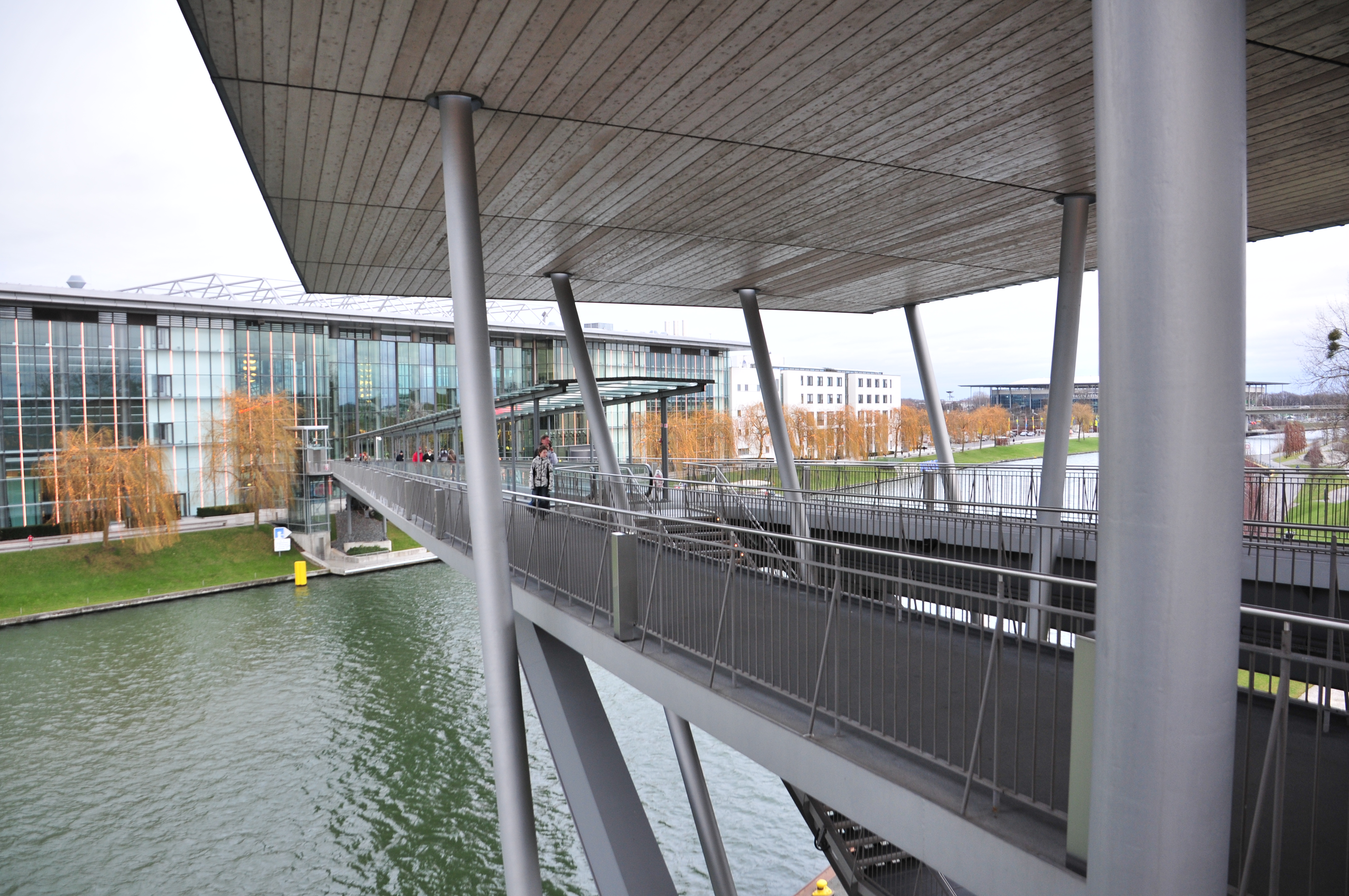
Stadtbrücke über den Mittellandkanal zur Autostadt Wolfsburg
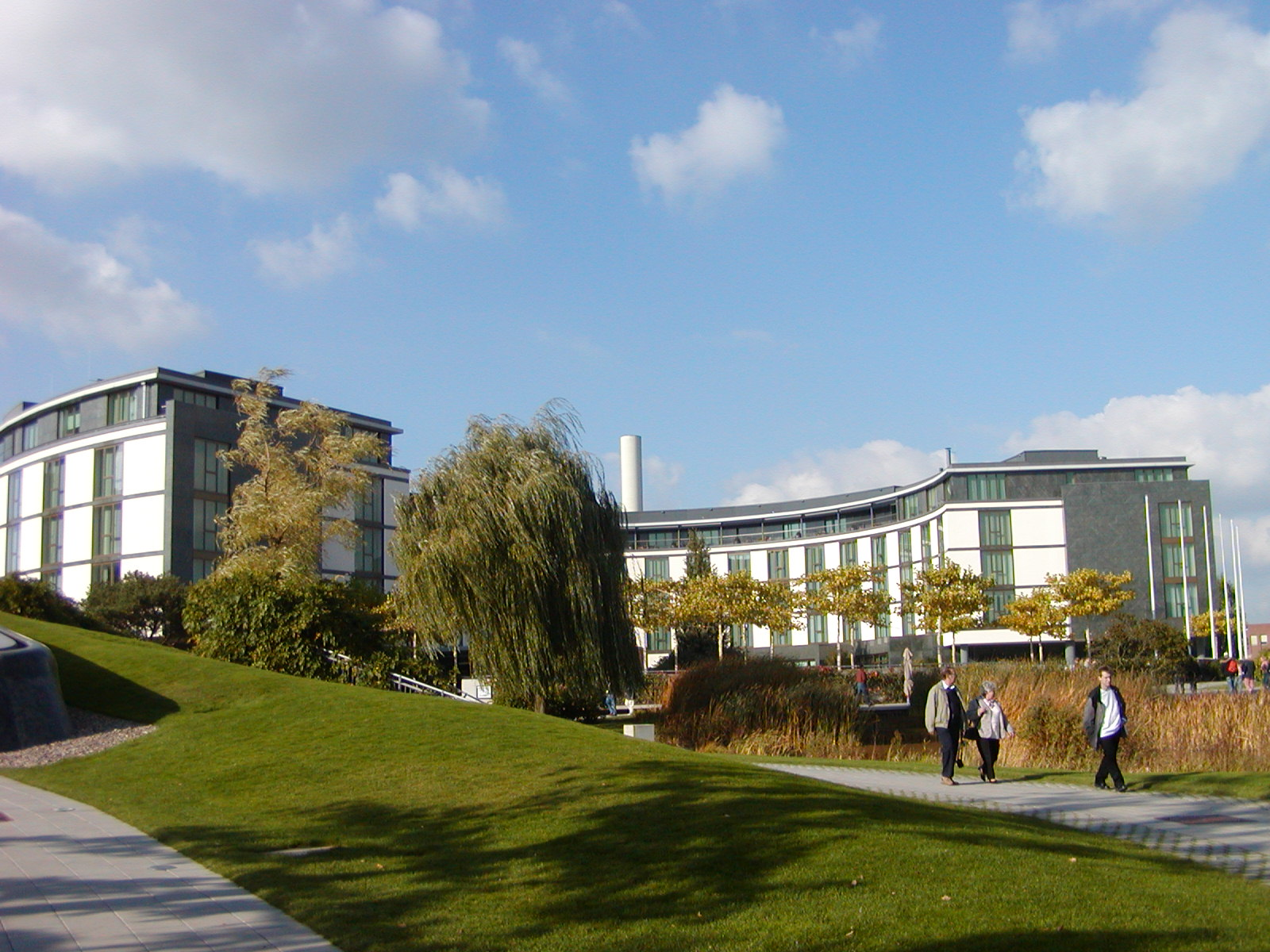
Hotel The Ritz-Carlton Wolfsburg in der Autostadt
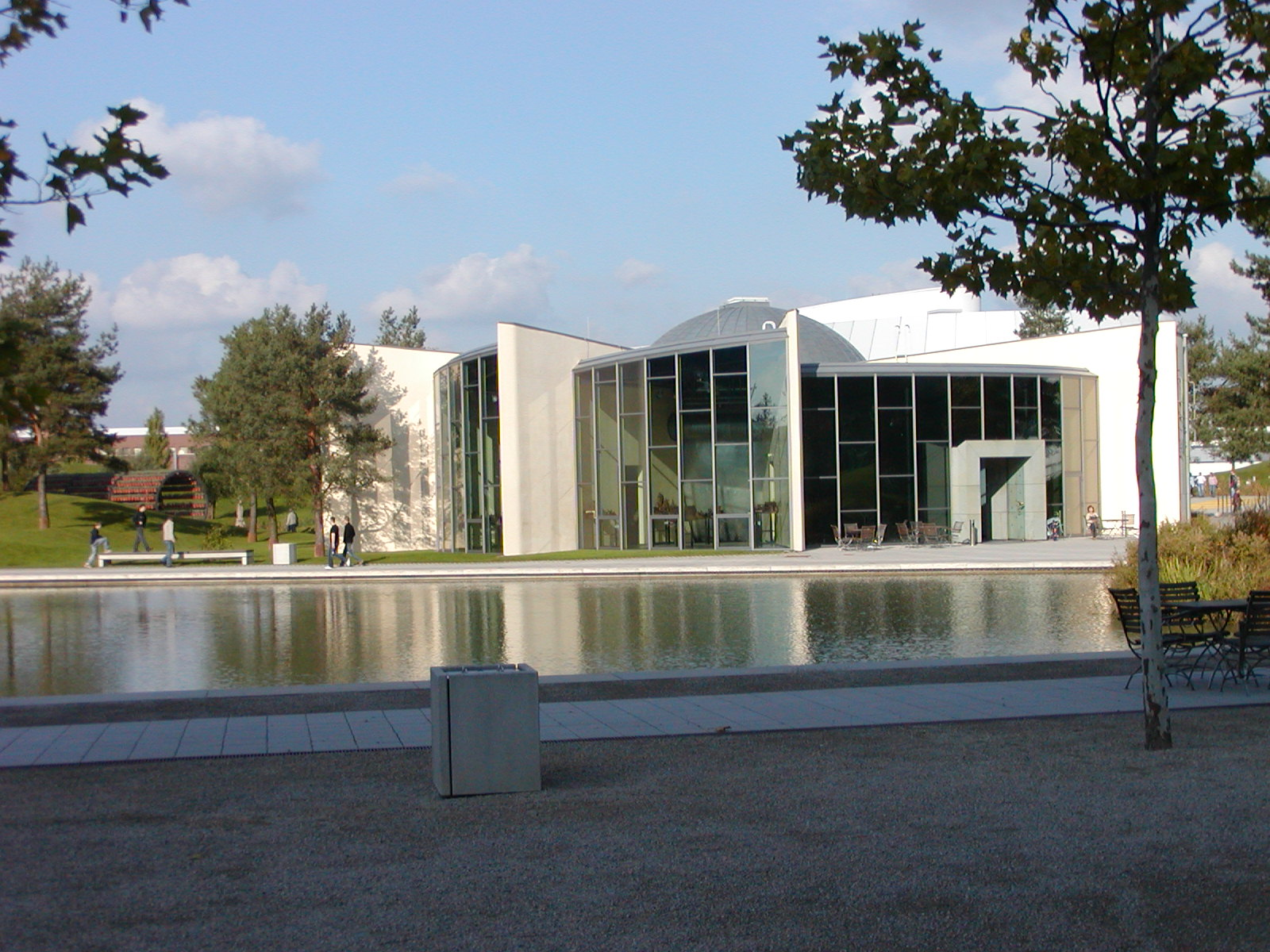
Škoda-Pavillon
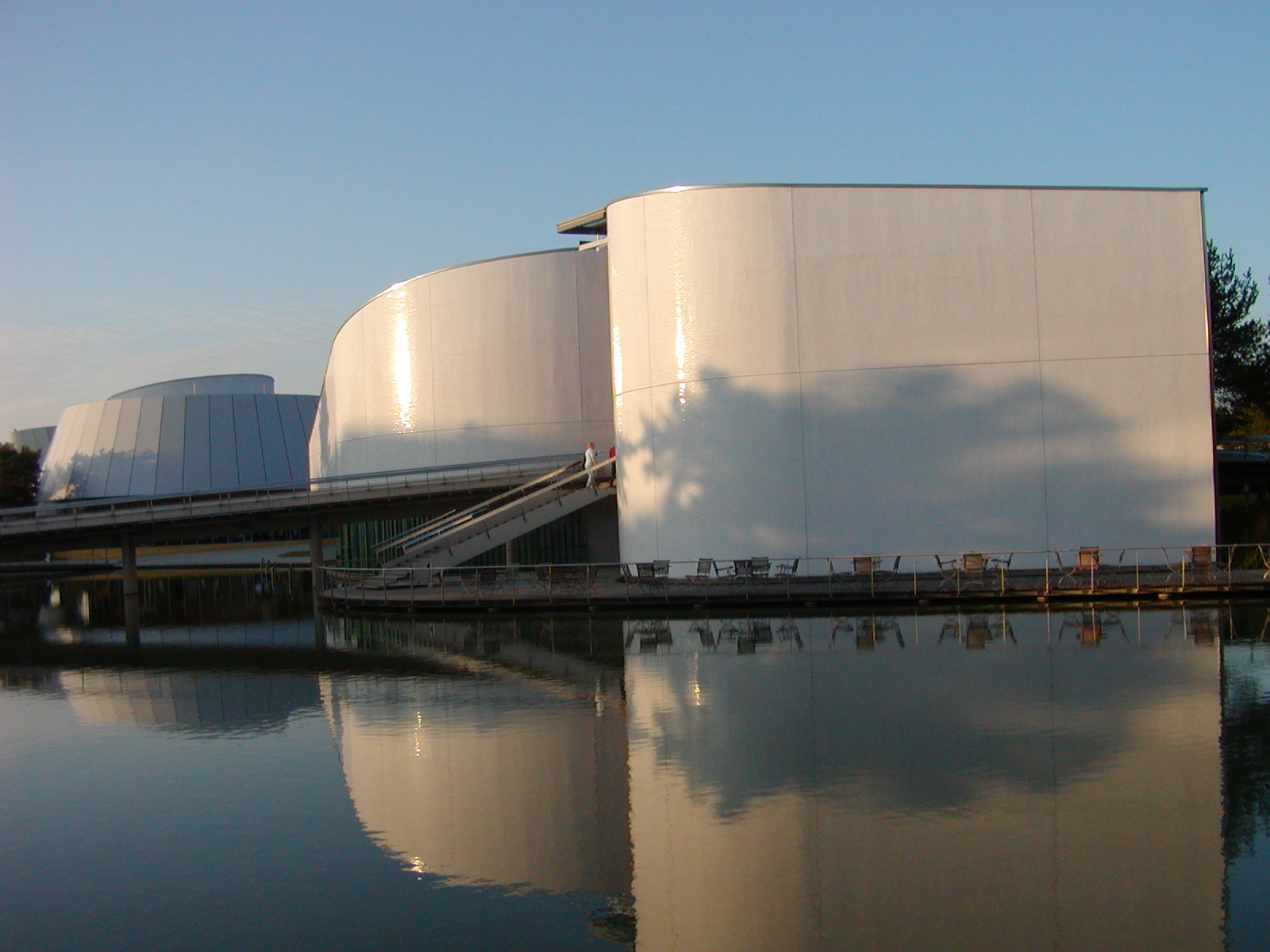
Seat-Pavillon
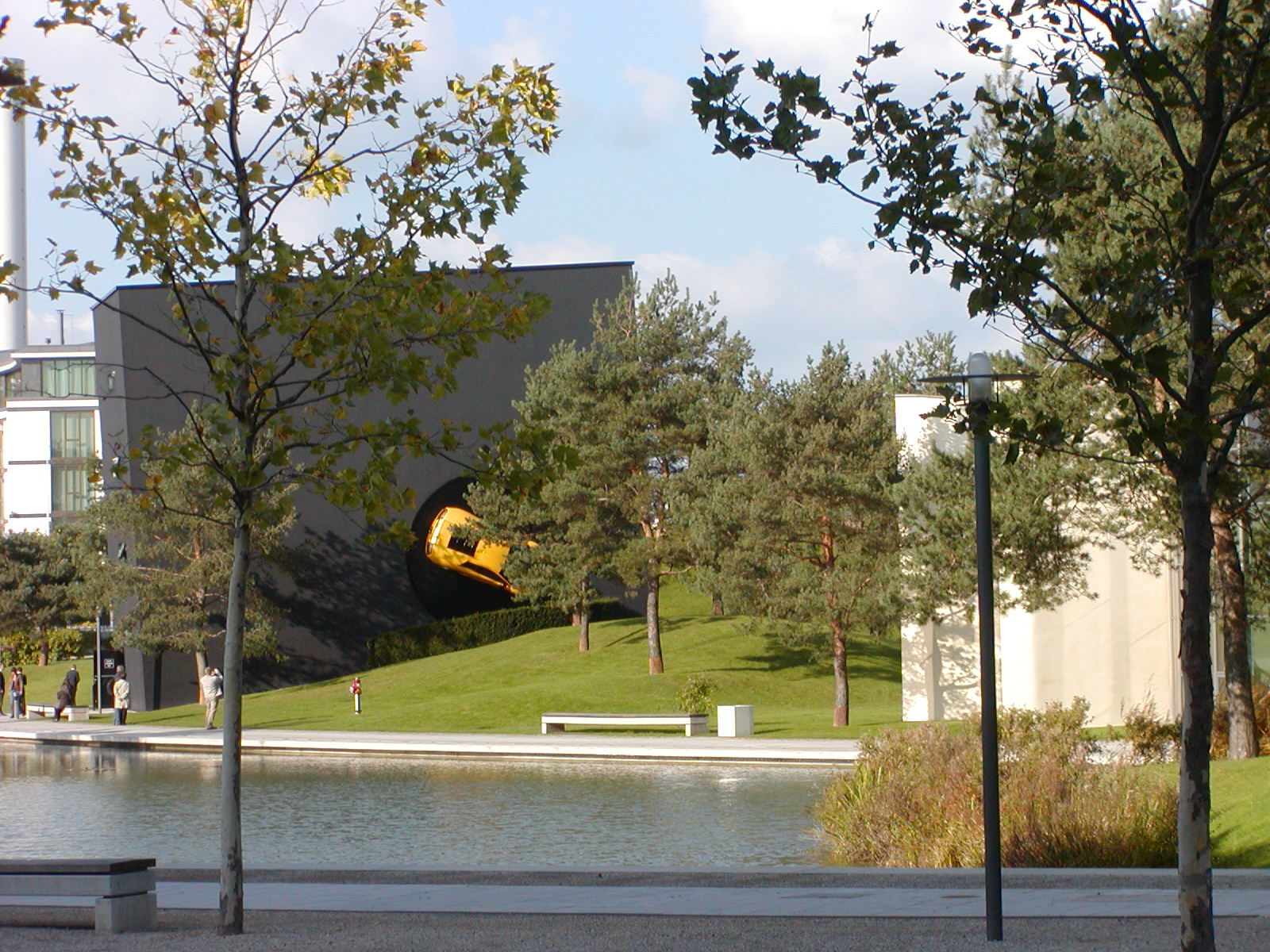
Lamborghini-Pavillon
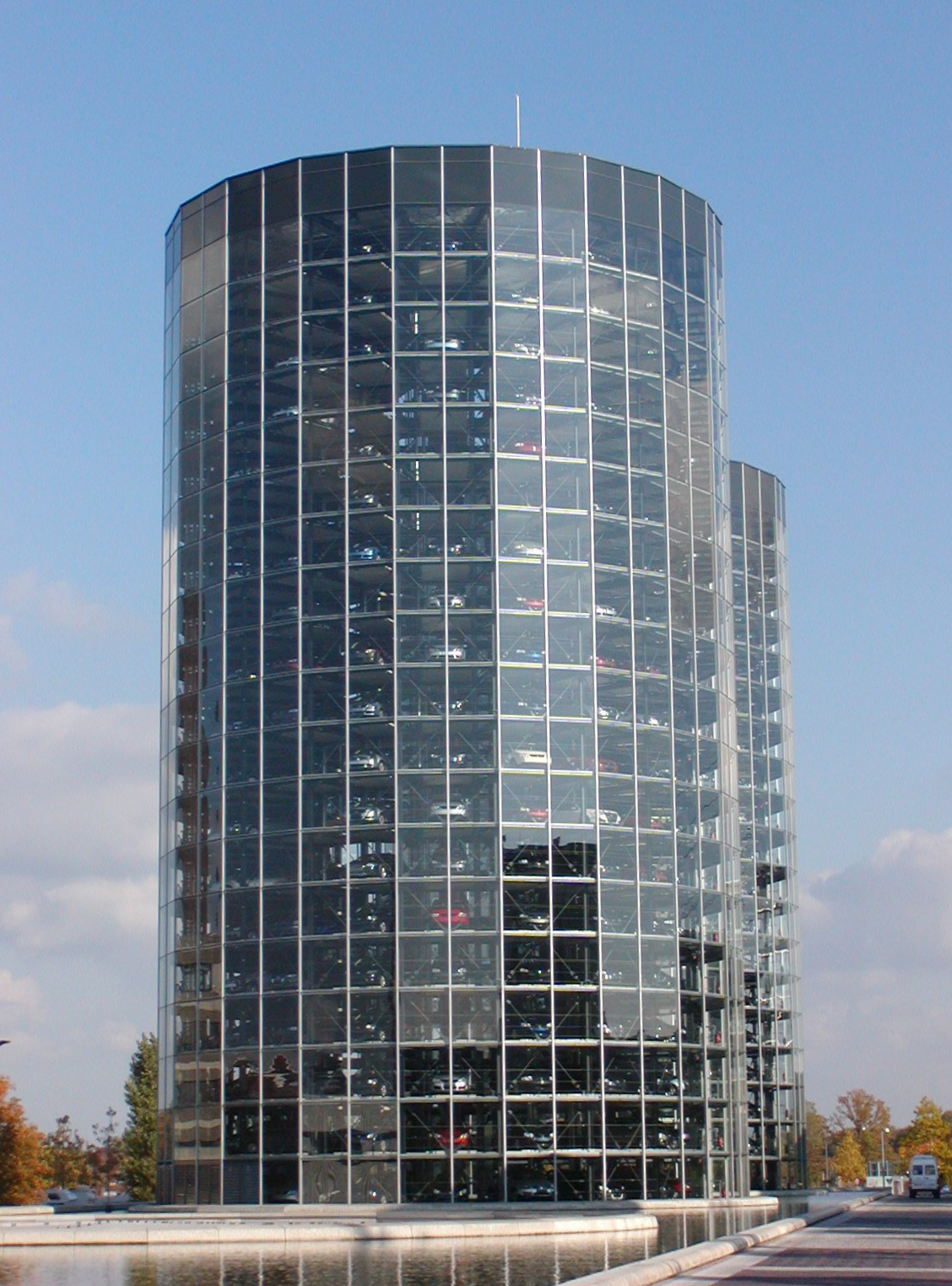
Autotürme
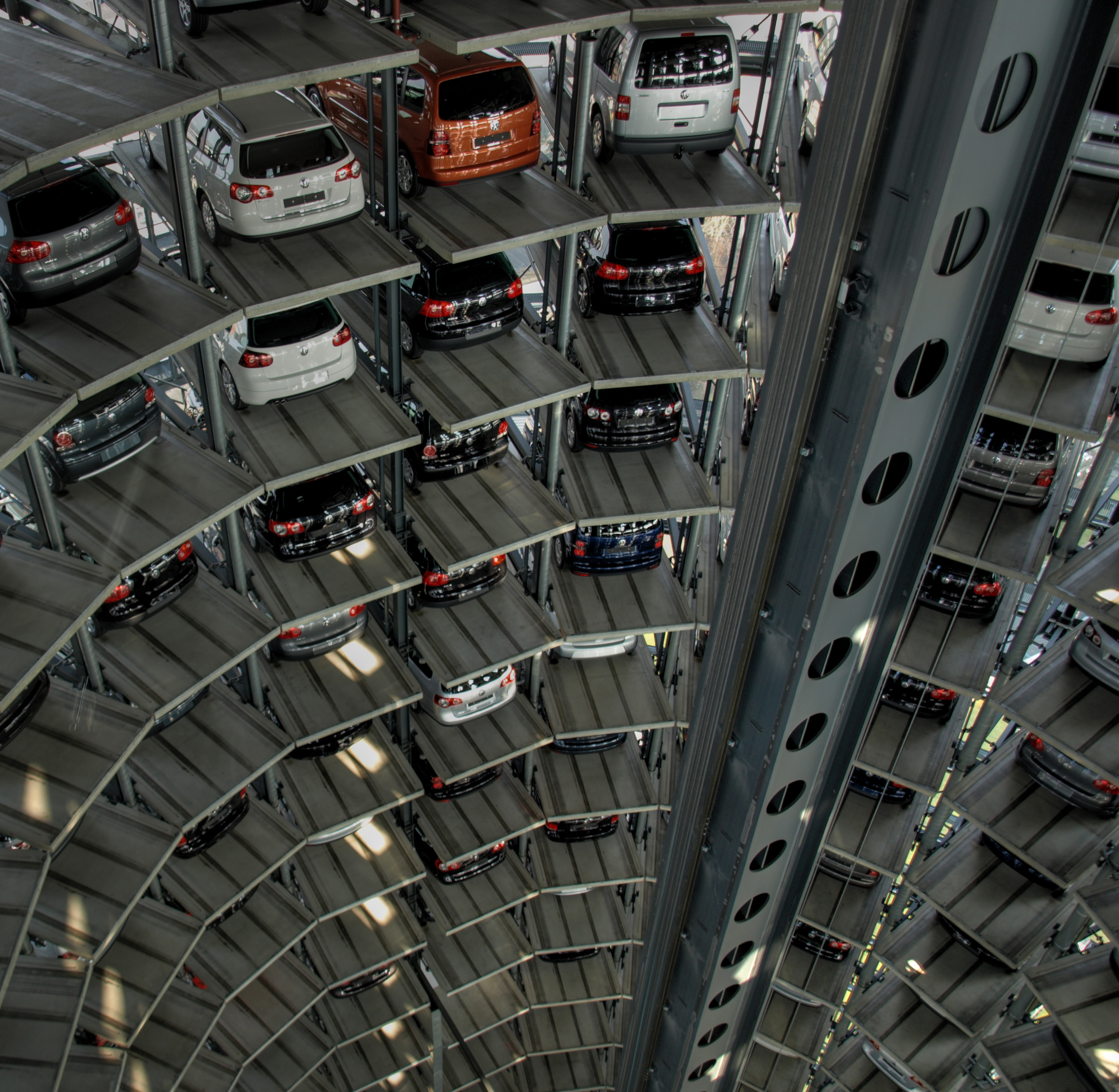
Autoturm innen
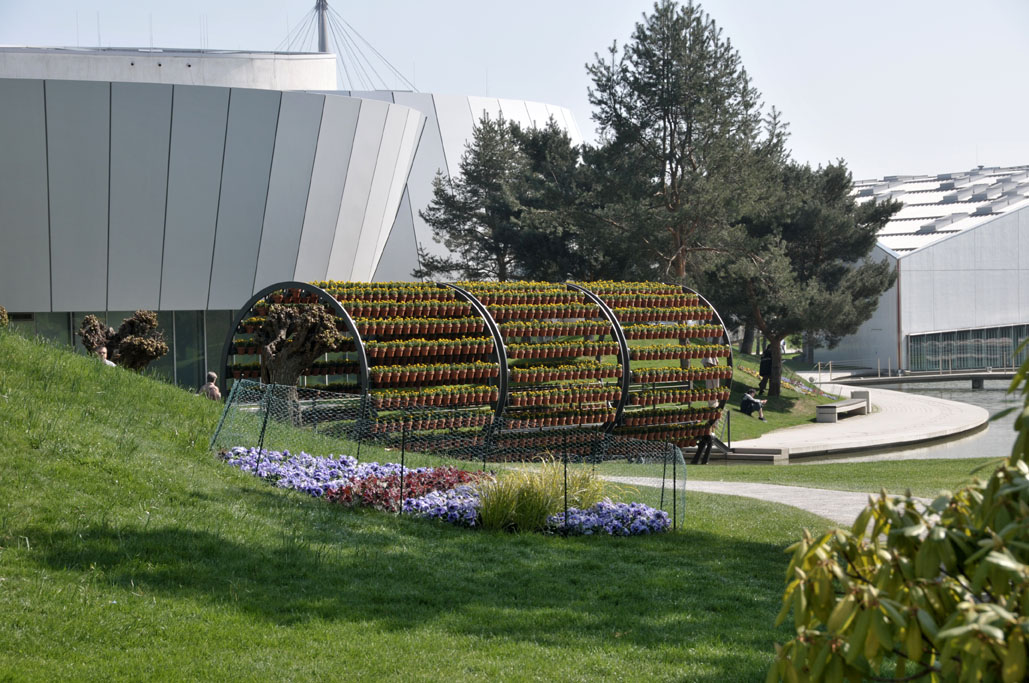
Der „Dufttunnel“ in der Autostadt